# エンジョイ・ザ・サイレンス
「エンジョイ・ザ・サイレンス」(Enjoy the Silence)は、デペッシュ・モードが1990年にリリースしたシングル。

## 概要
7枚目のスタジオ・アルバム『ヴァイオレーター』から2枚目のシングルとしてリリースされた。
1991年のブリット・アワードで最優秀ブリティッシュ・シングル賞を受賞。
2004年にはマイク・シノダによってリミックスされた「エンジョイ・ザ・サイレンス'04」をリリースした。

## チャート成績
アメリカのBillboard Hot 100では最高位8位を記録、チャート圏内に24週留まるヒットになった。イギリスのシングルチャートでも最高位6位を記録。

## トラックリスト
| #  | タイトル                       | 作詞 | 作曲・編曲 |
| -- | ------------------------------ | ---- | ---------- |
| 1. | 「エンジョイ・ザ・サイレンス」 |      |            |
| 2. | 「メンフィスト」               |      |            |

## チャート
| チャート（1990年）               | 最高順位 |
| -------------------------------- | -------- |
| イギリス（全英シングルチャート） | 6        |
| アメリカ（Billboard Hot 100）    | 8        |